# Maap
Maap ist die drittgrößte Insel der Yap-Inseln, einer kleinen Inselgruppe im Westpazifik. Diese ist ca. 1250 km von Neuguinea und 820 km von Guam entfernt.
Die dicht bewaldete Insel liegt zwischen den Inseln Rumung im Nordwesten und Gagil-Tomil im Süden. Von Rumung ist sie getrennt durch den 140 Meter breiten und 700 Meter langen Meeresarm Yinbinaew, und von Gagil-Tomil durch den minimal 66 Meter breiten und 2100 Meter langen Meeresarm Yunearawëy (Yuneroway).
Eine dauerhafte Verbindung mit Gagil-Tomil besteht per künstlichem Fahrdamm. Zur nördlichen Nachbarinsel Rumung führen Bootsverbindungen, meist vom Küstenort Bechiyal.
Zur Volkszählung 2000 lebten 592 Einwohner in 115 Haushalten, etwas mehr als 1994, als 547 Einwohner in 114 Haushalten lebten. Im Jahr 2010 wurden 621 Einwohner gezählt.